# Любимо-Павловка
Любимо-Павловка (укр. Любимо-Павлівка) — село в Тавричанской сельской общине Каховского района Херсонской области Украины.
Население по переписи 2001 года составляло 278 человек. Почтовый индекс — 74846. Телефонный код — 5536. Код КОАТУУ — 6523581503.

## Местный совет
74845, Херсонская обл., Каховский р-н, с. Дудчино, ул. Украинская